# Syllis umbricolor
Syllis umbricolor är en ringmaskart som beskrevs av Grube 1878. Syllis umbricolor ingår i släktet Syllis och familjen Syllidae. Inga underarter finns listade i Catalogue of Life.